# باسكوالكوبو
بلدية باسكوالكوبو (بالإسبانية: Pascualcobo) هي بلدية تقع في مقاطعة آبلة التابعة لمنطقة قشتالة وليون وسط إسبانيا.

## الديموغرافيا
بلغ عدد سكان بلدية باسكوالكوبو 39 نسمة عام 2011 (وفقاً للمعهد الوطني للإحصاء الإسباني).
| 48 | 54 | 47 | 45 | 38 | 36 | 39 |